# Slaveri i Sudan

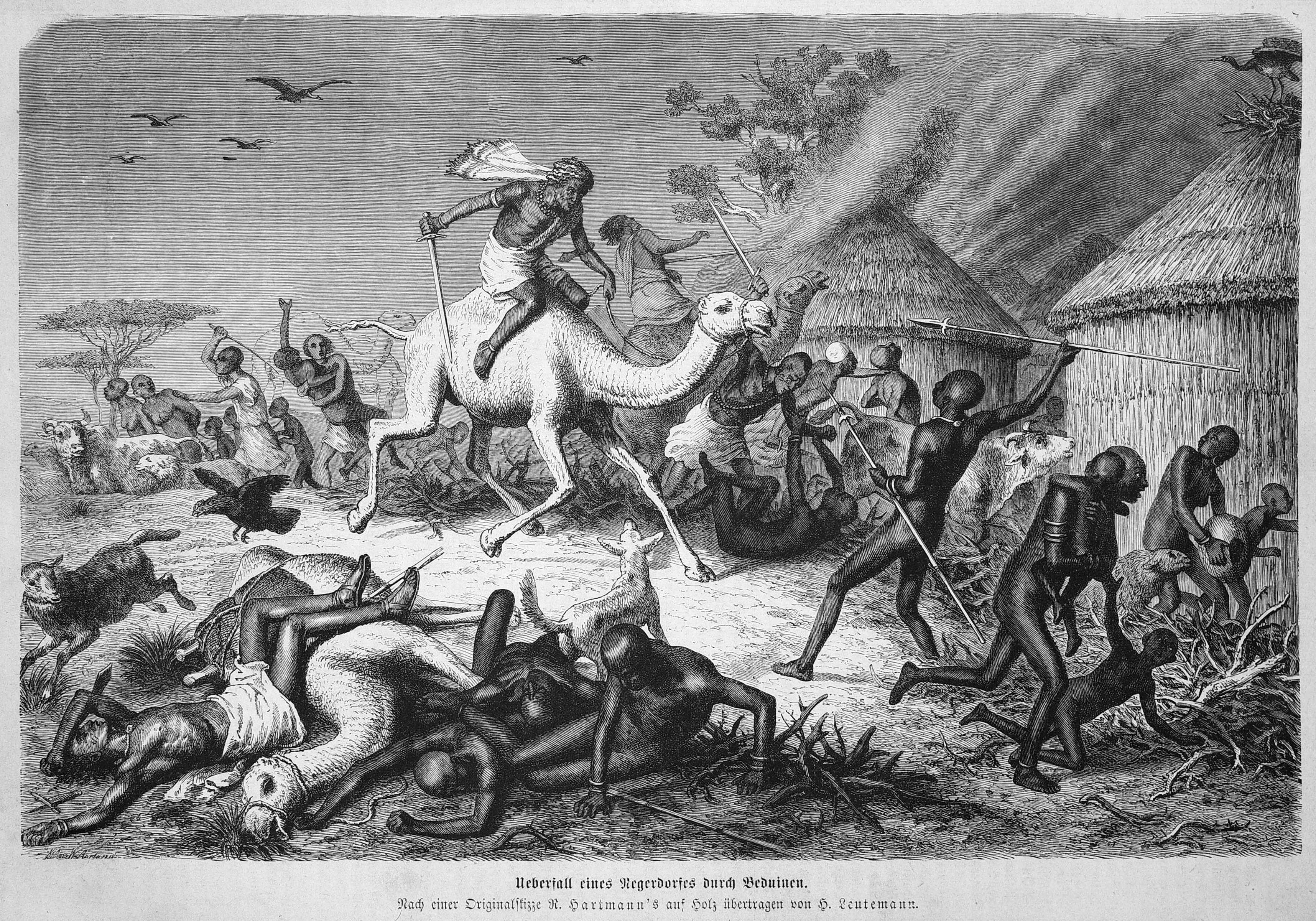
Die Gartenlaube (1872) b 345

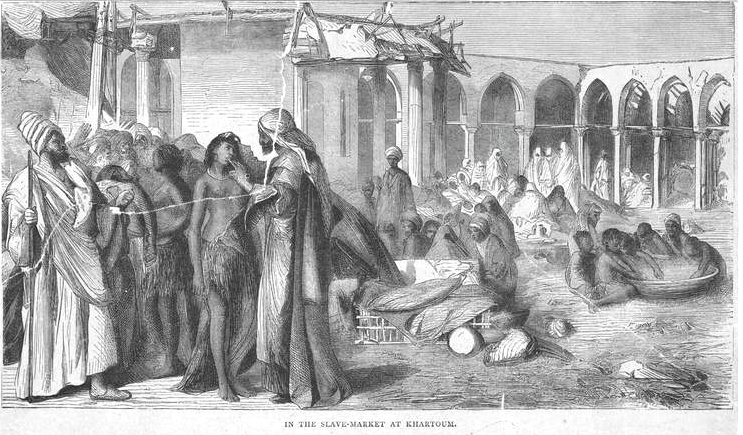
Slave market Khartoum 19th c

Slaveri omtalas i det område som sedan blev Sudan sedan forntiden. 
Sedan forntiden var Sudan ett viktigt centrum för den Transsahariska slavhandeln av afrikanska slavar från Afrika Söder om Sahara till Medelhavsområdet, främst till Egypten. 
Efter muslimernas erövring av Egypten på 600-talet under medeltiden, blev Sudan ett transitområde för exporten av icke muslimska slavar till det arabisk-muslimska norra Sudan och Medelhavsområdet. Baqt-avtalet levererade regelbundet slavar från Sudan till Arabvärlden via Egypten från 651 till 1200-talet. 
Sudan var fortfarande ett stort centrum för exporten av icke muslimska slavar till det muslimska Mellanöstern under 1800-talet, när regelbundna slavräder företogs av slavhandlare från norra arabiska Sudan mot det afrikanska icke muslimska södra Sudan. 1862 noterades att slavhandeln var Khartoums huvudindustri. Södra Sudan var inte muslimskt och definierades därför som dar-al-harb av muslimer och legitimt att hämta slavar från, och slavhandeln nådde ett maximum under 1870-talet; Egypten tvingades till det yttre avsluta den efter Anglo-Egyptian Slave Trade Convention 1877, men den fortsatte ännu under 1890-talet.
Britterna förbjöd slavhandeln och slaveriet sedan de gjort Sudan till en brittisk koloni år 1899. Britterna fokuserade dock på slavhandeln, som var mer visuellt synlig, och undvek länge att lägga sig i själva slaveriet, som inte var lika synligt för utomstående och som de uppfattade som för känsligt att lägga sig i. Efter kritik från Temporary Slavery Commission utfärdade britterna 6 maj 1925 en lag om att alla slavar födda efter 1898 var fria och att samtliga slavar hade rätt att lämna sina ägare om de ville och inte skulle återföras till sina ägare om de gjorde det.M Britterna vidtog efter detta praktiska åtgärder mot den illegala slavhandel som pågick mellan Sudan, Etiopien och Arabiska halvön, men Sudan fortsatte att spela en viktig roll i slavhandeln på Röda havet illegalt. 
Sudan blev ett självständigt land 1956. Den gamla slavhandeln mellan det arabiska muslimska norra Sudan och det icke muslimska afrikanska södra Sudan återupptogs under det andra sudanesiska inbördeskriget (1983-2005), särskilt efter att Sudan blev en islamisk diktatur 1989 och regimen förklarade jihad mot det icke muslimska södra Sudan, och förklarade att icke muslimer var legitima att ta som slavar. Åtminstone 11.00 människor dokumenteras ha blivit bortförde som slavar under tjugo års slavräder under inbördeskriget mellan 1983 och 2005.  Freden 2005 gjorde att slavräderna upphörde, men slaveriet som sådant avskaffades inte. 
Slaveriet är inte förbjudet i Sudan. Organisationen Christian Solidarity International har sedan 1995 varit verksamt med att friköpa slavar. 